# Éthynyle (radical)
Le radical éthynyle est un radical de formule chimique HC≡C•, abondant dans le milieu interstellaire mais absent du milieu naturel sur Terre. Il a été observé pour la première fois en 1963 par résonance paramagnétique électronique dans une matrice d'argon solide, et détecté en 1973 à proximité de la nébuleuse d'Orion à l'aide du radiotélescope de 11 m du National Radio Astronomy Observatory. Il a depuis été détecté dans un grand nombre d'objets astronomiques, notamment dans des nuages moléculaires denses, des globules de Bok, des zones de formation stellaire (régions H II), des enveloppes d'étoiles carbonées et même dans d'autres galaxies.

## Radical éthynyle en astronomie

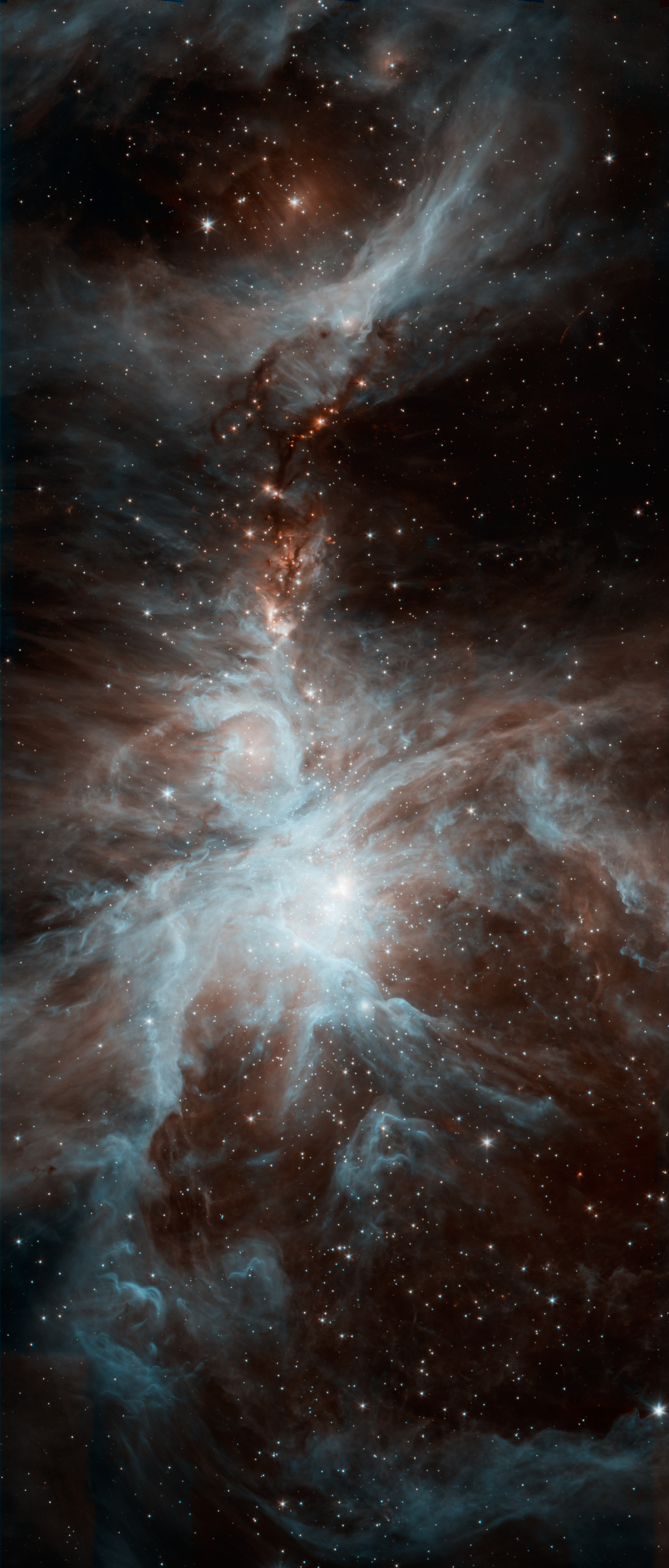
Nébuleuse d'Orion, vue par le télescope spatial Spitzer, où a été observé.

### Étude du milieu interstellaire
La détection de C2H dans le milieu interstellaire permet d'accéder à certains paramètres relatifs aux conditions régnant dans le milieu où ce radical est observé.
En premier lieu, il permet d'évaluer l'abondance relative du carbone dans ce milieu, notamment par rapport à l'oxygène, qui favorise sa destruction. Dans la mesure où C2H est peu abondant le long de la ligne de visée, la détermination de sa concentration au niveau des objets étudiés peut être réalisée de façon assez précise, contrairement par exemple à celle d'espèces chimiques plus communes telles que CO, NO ou encore HO.
La mesure des transitions rotationnelles du radical C2H permet d'estimer la densité et la température du milieu observé. Avec l'isotopologue deutéré C2D, l'observation de ces transitions permet d'affiner les théories rendant compte du fractionnement à l'origine de l'enrichissement du milieu interstellaire en deutérium.
C2H permet indirectement d'estimer l'abondance relative en acétylène C2H2, dont les transitions rotationnelles sont plus difficiles à détecter en raison de l'absence de moment dipolaire, dans la mesure où C2H2 est un précurseur important du radical C2H, qui permet notamment d'étudier les conditions qui prévalent dans les régions denses où se forment les étoiles.
Enfin, l'observation de la séparation des raies spectrales par effet Zeeman permet d'estimer le champ magnétique dans les nuages moléculaires denses en complément des observations réalisées plus couramment avec le radical cyanogène CN.

### Chimie de l'éthynyle dans le milieu interstellaire
Les réactions de formation et de destruction du radical éthynyle varient selon les conditions prévalant dans les milieux considérés ; celles qui sont présentées ici relèvent de la compréhension de ces mécanismes telle qu'elle était en 2008, d'autres mécanismes pouvant jouer un rôle significatif, voire dominant, dans certaines circonstances.
Au laboratoire, C2H peut être obtenu par photolyse de l'acétylène C2H2 ou de C2HCF3, ou par décharge luminescente dans un mélange d'acétylène et d'hélium. Dans l'espace, l'acétylène se forme dans la photosphère des étoiles carbonées, et donne de l'éthynyle par photolyse dans l'enveloppe de ces étoiles dispersée par leur puissant vent stellaire. Au cœur des nuages moléculaires où se forment les étoiles, à une concentration d'au moins 10 000 atomes/cm3 et une température inférieure à 20 K, l'éthynyle se forme essentiellement par recombinaison électronique avec C2H3+.

La destruction de l'éthynyle provient essentiellement de la réaction avec l'oxygène O2 et l'azote atomique. Des cations sont également susceptibles de détruire ce radical, notamment HCO+ et H3+.

Régions H II de la galaxie du Tourbillon apparaissant en rouge autour des bras de cette galaxie spirale des Chiens de chasse.

#### Formation
- C2H3+ + e− → C2H + H + H
- C2H3+ + e− → C2H + H2
- CH3CCH+ + e− → C2H + CH3
- C3H + O → C2H + CO

#### Destruction
- C2H + O2 → HCO + CO
- C2H + N → C2N + H
- C2H + HCO+ → C2H2+ + CO
- C2H + N → C2H2+ + H2

### Méthode d'observation
Le radical éthynyle est étudié par spectroscopie rotationnelle dans la région EHF des micro-ondes du spectre électromagnétique, typiquement entre 70 et 440 GHz. À l'état fondamental électronique et vibratoire, les noyaux atomiques du radical sont alignés, le moment dipolaire étant alors estimé à µ ≈ 0,8 D ≈ 2,7 × 10−30 C·m.
Cet état fondamental présente un spectre de rotations de type rotateur rigide simple, mais chaque rotation présente une structure fine et une structure hyperfine dues respectivement aux interactions spin-orbite et électron-noyau. L'état fondamental en rotation est scindé en deux états hyperfins, tandis que les états les plus élevés sont scindés chacun en quatre états hyperfins. Les règles de sélection ne permettent que six transitions entre l'état fondamental et les premiers états excités. Quatre de ces six composantes ont été observées par Tucker et al. en 1974 lors de la première détection astronomique du radical éthynyle, les deux autres transitions étant observées quatre ans plus tard. Les transitions entre deux états rotatoires adjacents possèdent onze composantes hyperfines.